# Pluismeer
Het Pluismeer is een waterplas in het natuurgebied ten zuiden van Lage Vuursche in de Laagte van Pijnenburg, in de Nederlandse provincie Utrecht. Het Pluismeer grenst aan het natuurgebied De Stulp en wordt beheerd door Staatsbosbeheer.
Het Pluismeer is een heidemeer dat is ontstaan toen de zandsteenfabriek ernaast grond afgroef. In 1996 is het Pluismeer schoongemaakt, waardoor op de arme zandgrond een venvegetatie, zoals de klokjesgentiaan, de zonnedauw, de witte snavelbies en het veenpluis een kans kreeg. De naam is ontleend aan het vele wollegras dat om het meer groeit.
Op een deel van het terrein om het meer heen grazen koeien, een deel is ook afgezet zodat de koeien er niet kunnen grazen, om zo de vegetatie te beschermen. Bij het Pluismeer stond tot ongeveer 2020 een vogelkijkhut. Het gebied ligt aan een wandelroute vanuit Lage Vuursche. 's Winters is de ondiepe plas geliefd bij schaatsers.

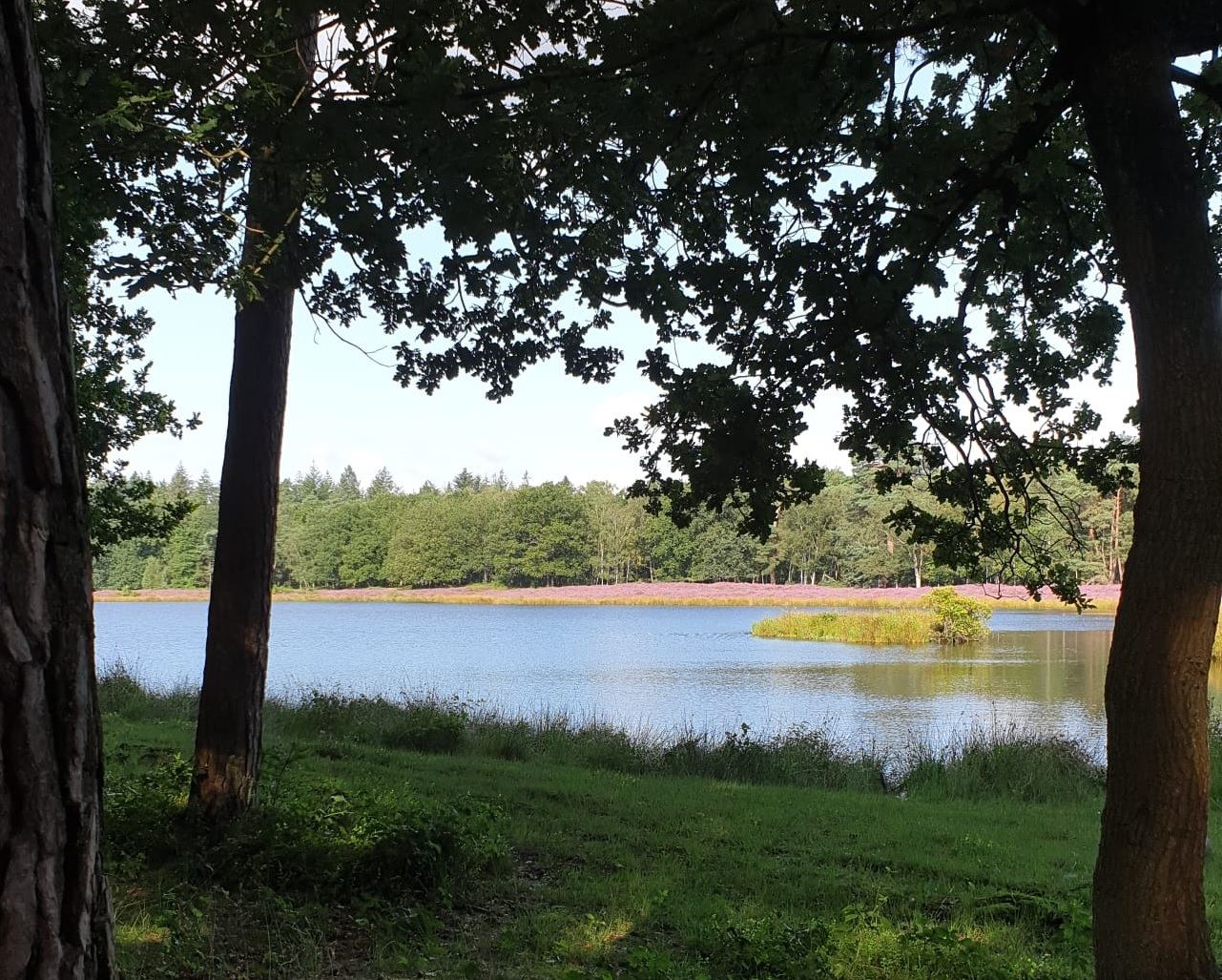
Vanuit het bos aan de zuidzijde